# Rachid Andaloussi
Rachid Andaloussi (en arabe : رشيد الأندلسي), né le 10 juillet 1956 à Casablanca, est un architecte marocain, président du Raja Club Athletic entre décembre 2020 et octobre 2021.
Rachid Andaloussi est l’une des figures marquantes de l’architecture au Maroc qui a œuvré à de grands ouvrages architecturaux dans le Royaume. Il est adepte d’architecture contemporaine et sensible, à la sauvegarde de l’héritage historique. Andaloussi est également dirigeant sportif et membre fondateur de l'association Casamémoire.
En 2009, il a été désigné par le journal international Jeune Afrique comme l’une des 50 personnalités influentes du Maroc, et l’hebdomadaire L’express l'a placé dans sa liste « Les 100 qui font bouger le Maroc » en 2010.

## Biographie
Né le 10 juillet 1956, l'année de l'indépendance du Maroc, à Mers Sultan, près de Derb Sultan, l'un des quartiers de la capitale économique Casablanca. Faisant connaissance avec des enfants des quartiers défavorisés et en même temps avec des fils de bourgeois, il vit son enfance avec des amis marocains et français dans les rues du Habous.
Supporter rajaoui dès son jeune âge, il se rendait au stade Père Jégo pour regarder les matchs de Petchou, Ghandi et Bhaïja.
Malgré le fait qu'il est issu d’une famille purement istiqlalie, Andaloussi se considérait communiste. En 1968, le mouvement lycéen est à l'époque très politisé au lycée Mohammed V. C'est là où Rachid côtoya les futurs militants du Parti du progrès et du socialisme et participa également aux évènements du 23 mars 1965. Rachid revendiquait une double culture, car il a vécu entre Bouchentouf, Derb Sultan et la Nouvelle-ville de Casablanca. Alors étudiant, Rachid dit avoir été victime des essais de l'enseignement public marocain aux années 60 et avoir beaucoup souffert à cause de l'alternance entre les langues arabe et française. Il part à Paris où il obtiendra son baccalauréat.
Rachid décide avec son cousin de poursuivre ses études en architecture, et à la suite de l’obtention de son diplôme à l'École spéciale d'architecture en 1985, il s’engagera d'abord dans le service civil avant de débuter une carrière en tant qu’architecte entre Paris et Casablanca. C’est en 1990 qu’il ouvrira sa propre agence d'architecture (ARAA) en employant une cinquantaine de personnes et à travers laquelle il réalisera des œuvres, aussi originales qu’imposantes. Rachid deviendra également professeur universitaire à l’École nationale d’architecture de Rabat et membre du conseil régional des architectes entre 1993 et 2000. Contrairement à beaucoup d’hommes de l’art casablancais, son style se caractérise par l’usage immodéré du blanc, couleur emblématique de la capitale économique.
Passionné par Casablanca et ses immeubles Art déco, il défend ses couleurs à travers de nombreuses manifestations culturelles, historiques et architecturales. Dès son jeune âge, il admirait l'architecture de la ville aux années 60 avec le Cinéma Vox, les hôtels d’Anfa, le théâtre, les arènes de Casablanca, ces bâtiments qui se caractérisaient par leur double culture, mais avec son retour au Maroc en 1986, il découvre une ville qui s'est dégradée et appauvrie culturellement. Il milite donc auprès des Casablancais pour qu’en l’absence de projet et de volonté politiques, ils se réapproprient leur ville.
En 1995, Rachid fait partie des membres fondateurs de l’association Casamémoire qui réunit plusieurs architectes qui œuvrent pour réaliser un travail de sensibilisation, de réconciliation et de restauration, visant à sauvegarder et défendre le patrimoine urbanistique et architectural de la ville. Andaloussi préside l'association entre 1998 et 2003, puis retourne à sa tête de 2012 jusqu'à 2019. Il contribua à la restauration de la Villa des Arts, réhabilitation de la Wilaya de Casablanca et les Abattoirs de Casablanca. Loin de sa ville natale, l'architecte réalise plusieurs projets tel la réhabilitation de la médina d'Azemmour, l'aménagement de la vallée du Bouregreg ainsi que la stratégie de développement de la ville d'El Jadida.
Rachid Andaloussi a fondé, en 2001, le groupement Confluences avec les architectes Mohamed Fikri Benabdallah, Taoufik et Oufir et Abdelouahed Montassir. L’architecte a également été, parmi de nombreux engagements, membre fondateur de la revue d'architecture de décoration Maison du Maroc en 1996, président fondateur de DECOMOMO Maroc, fondateur de l’association des amis d’Azemmour en 2004 et membre de la fondation Suisse-Maroc pour le développement durable en 2004. Entre 2000 et 2003, Rachid est élu conseiller en urbanisme de Driss Benhima, le wali de Casablanca, avec qui un ensemble de projets a été entrepris, notamment en libérant les trottoirs et en éradiquant les réseaux mafieux des promoteurs immobiliers.
Andaloussi a notamment à son actif la Bibliothèque nationale du royaume du Maroc, la Bibliothèque d’Assilah et le Centre hospitalier universitaire d'Agadir, ainsi que la Tour BCP qui est une tour à usage de Bureau dans la première zone financière Casa Finance City, d’une hauteur d’environ 100 mètres. Il a été chargé également du projet CasArts du Grand théâtre de Casablanca (avec une superficie de 20 245 m², situé à la place Mohammed-V), qui sera le plus grand théâtre en Afrique et dans la région MENA, en collaboration avec l’architecte français Christian de Portzamparc. Ce marché a été gagné à la suite d'un concours lancé en 2009 et présidé par un jury international.

### Carrière politique
Aux années 70, et à l'âge d'adolescence, Rachid rejoindra l’Union nationale des étudiants marocains à Paris où il commencera à militer à côté des jeunes dirigeants du PPS avec Nabil Benabdallah et El Khatib.
Inspiré par Che Guevara, François Mitterrand, Mehdi Ben Barka, Ali Yata et Omar Benjelloun, il participait aux débats autour de la situation politique du pays, et entamait des discussions concernant la pensée marxiste, distribuait des tracts aux ouvriers marocains et donnait des cours de la langue arabe aux enfants d’immigrées en parallèle avec ses études.
Après l'obtention de son diplôme, Rachid se consacra plus à son domaine et prenna ses distances avec la l’action politique. Il dit qu'à travers l’architecture, il commençait à regarder la politique et il s'est fait, en outre, une autre vision du communisme qui est la sienne, en ajoutant qu'il militait pour un socialisme adapté à la réalité marocaine et qui prenne en considération les spécificités culturelles et sociologiques du pays.

### Carrière sportive
À l'ère Abdellah Rhallam, le club du Raja Club Athletic adopte le système d'adhérents. Rachid fut le premier à poser son chèque et donc le premier adhérent de l'histoire du club. Il était également le plus jeune adhérent de cette génération.
En 1996, Rachid Andaloussi rejoint le comité directeur du Raja durant le mandat de Abdellah Rhallam. Rachid Andaloussi rejoint aussi le comité directeur des verts durant le mandat de Abdelhamid Souiri entre 2004 et 2007 en tant que président de la commission d'infrastructures. Puis il prend le même poste durant le mandat de Jawad Ziyat.
Il a été l'architecte du Centre de formation du Complexe sportif Raja-Oasis, avant de le rénover en 2004 puis en 2018 alors qu'il était dans un état lamentable.
Le 15 novembre 2020, Jawad Ziyat réunit les membres de son comité par visioconférence pour leur faire part de sa décision de mettre un terme à son mandat, avec effet à la date de la prochaine assemblée élective qui devrait être tenue le 3 décembre 2020. Le 14 décembre, Rachid Andaloussi, vice-président, prend les rênes du Raja CA en intérim conformément au chapitre 4 des statuts du club.

## Principales réalisations
- La Bibliothèque nationale du royaume du Maroc
- La médiathèque de la mosquée Hassan II
- Le Grand Théâtre de Casablanca CasArts[7]
- Le siège de la trésorerie générale du Royaume
- Le Centre de formation du Complexe sportif Raja-Oasis
- Le Palais de Justice de Rabat
- Le Centre hospitalier universitaire d'Agadir
- La Tour siège de la Banque centrale populaire à Casablanca
- Siège de la Caisse interprofessionnelle marocaine de retraite
- Le musée d'art contemporain Villa des arts à Casablanca
- La Cité des Arts et de la Culture à Essaouira
- Musée Bank Al-Maghrib à Agadir[8]
- Musée de la Fondation Abderrahman Slaoui
- Musée Mohammed VI d’art moderne et contemporain
- Bibliothèque de l'institut supérieur des études maritimes
- Bibliothèque Abdelhak El Kadiri à El Jadida
- Bibliothèque du Prince Bandar Bin Sultan à Assilah
- Complexe administratif du ministère de l'économie, des finances, de la privatisation et du tourisme à Rabat[9]
- L’institut médiateur du Royaume à Rabat
- Siège du Parti du Progrès et du Socialisme
- Centre tertiaire intermodel Tanger Méditerranée
- Hôtel Sofitel Essaouira Mogador
- Hôtel 100 clés à Libreville
- Siège DHL au Maroc
- Ciment du Maroc
- Réhabilitation de l'Hôtel Lincoln à Casablanca
- Réhabilitation des bâtiments Fleurette Marjolaine à Casablanca[10]
- La galerie d'art, villa Delaporte à Casablanca
- La villa Symbiose à Casablanca